# Middleburg Heights

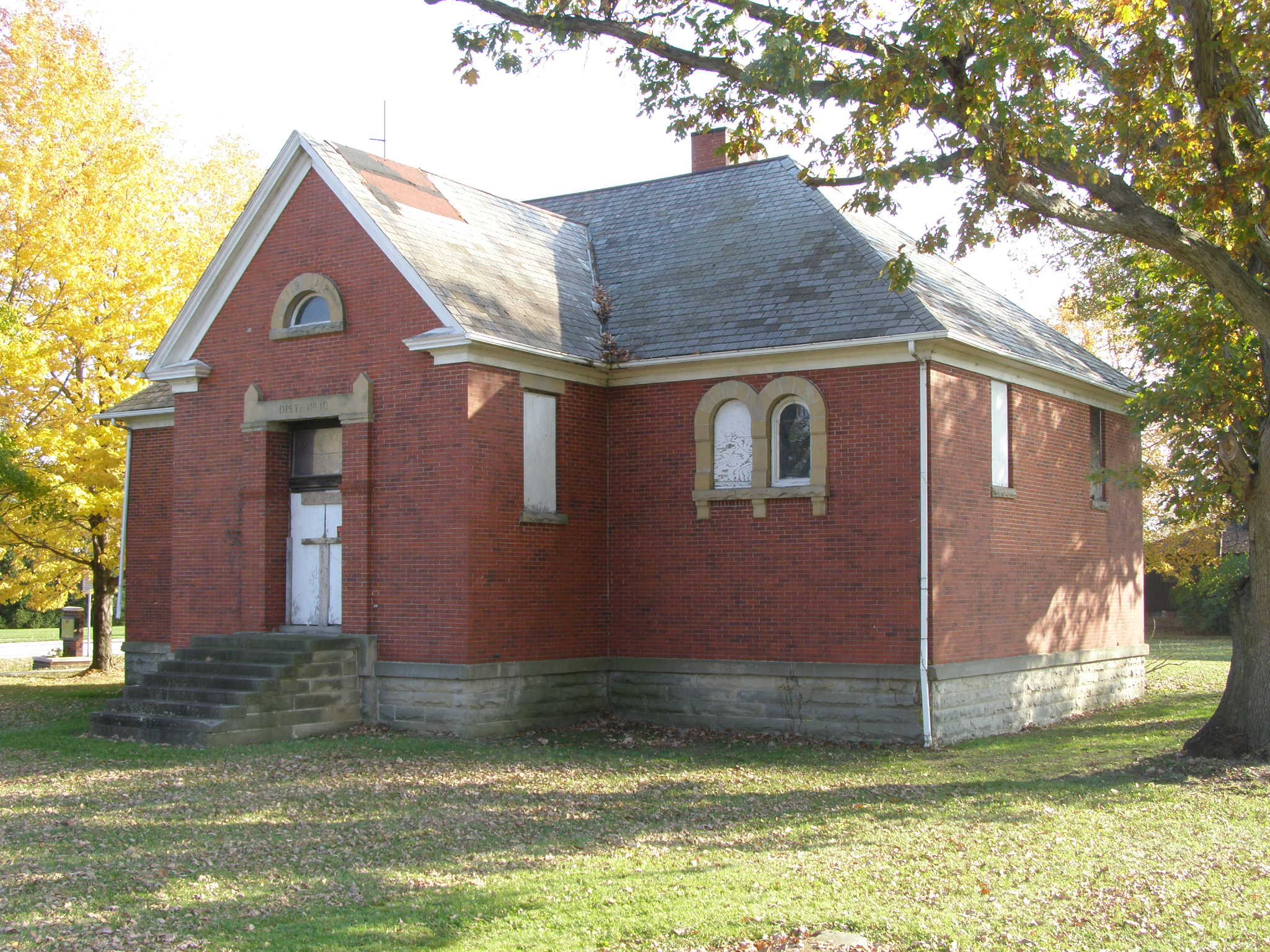
Het oude schoolgebouw van Middleburg Heights

Middleburg Heights is een plaats (city) in de Amerikaanse staat Ohio, en valt bestuurlijk gezien onder Cuyahoga County.

## Demografie
Bij de volkstelling in 2000 werd het aantal inwoners vastgesteld op 15.542.
In 2006 is het aantal inwoners door het United States Census Bureau geschat op 15.237, een daling van 305 (-2,0%).

## Geografie
Volgens het United States Census Bureau beslaat de plaats een oppervlakte van
20,9 km², geheel bestaande uit land.

## Plaatsen in de nabije omgeving
De onderstaande figuur toont nabijgelegen plaatsen in een straal van 8 km rond Middleburg Heights.